# 咸平呉氏
咸平呉氏（ハンピョンオし、朝鮮語: 함평오씨）は、朝鮮の氏族の一つ。本貫は全羅南道咸平郡である。2015年の調査では、3,164人である。
始祖は、高麗成宗時代に中国から渡来した海州呉氏の始祖の呉仁裕の四男の呉岑である。呉岑は元宗時代に文科及第し、銀紫光禄大夫、門下侍中平章事、三重大匡、検校、太子太師、佐命功臣を歴任し、咸豊君に封じられ咸平呉氏を創始した。